# Torneo di Parigi
Il Torneo di Parigi (francese: Tournoi de Paris) è stato un torneo amichevole calcistico, intitolato alla città di Parigi.

## Vittorie per squadra

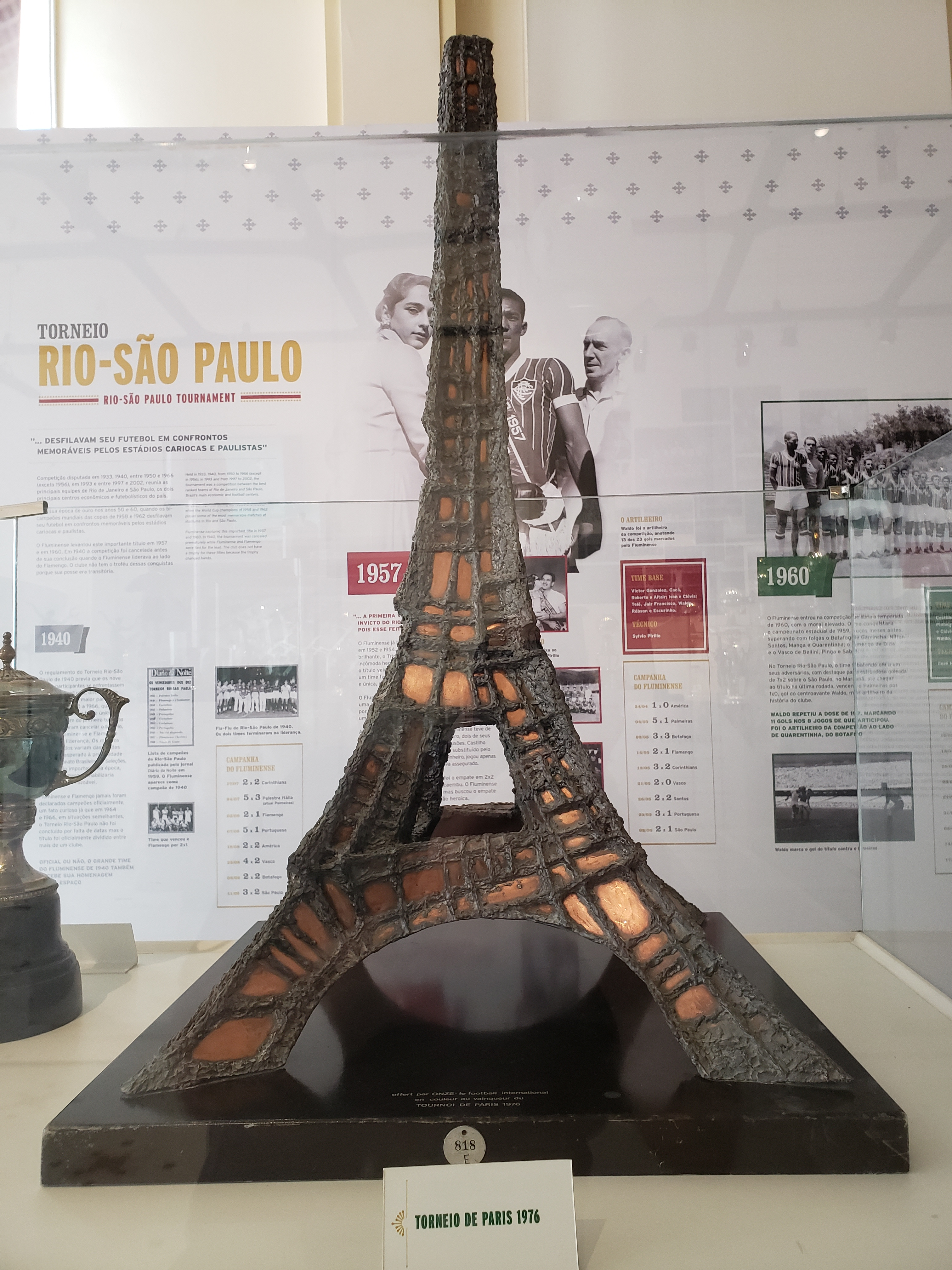
Torneo di Parigi 1976.

| Squadra             | Titoli | Anni                                     |
| ------------------- | ------ | ---------------------------------------- |
| Paris Saint-Germain | 7      | 1980, 1981, 1984, 1986, 1989, 1992, 1993 |
| Anderlecht          | 3      | 1964, 1966, 1977                         |
| RC Parigi           | 2      | 1958, 1959                               |
| Santos              | 2      | 1960, 1961                               |
| Fluminense          | 2      | 1976, 1987                               |
| Stella Rossa        | 1      | 1962                                     |
| Benfica             | 1      | 1979                                     |
| Montpellier         | 1      | 1988                                     |
| Vasco da Gama       | 1      | 1957                                     |
| Botafogo            | 1      | 1963                                     |
| Sparta Praga        | 1      | 1965                                     |
| Feyenoord           | 1      | 1973                                     |
| Valencia            | 1      | 1975                                     |
| Paesi Bassi         | 1      | 1978                                     |
| Atlético Mineiro    | 1      | 1982                                     |
| Romania             | 1      | 1983                                     |
| Waregem             | 1      | 1985                                     |
| Marsiglia           | 1      | 1991                                     |
| Bordeaux            | 1      | 2010                                     |
| Barcellona          | 1      | 2012                                     |